# Eindhoven in Beeld
Eindhoven in Beeld is een Nederlandse stichting die zich richt op cultureel erfgoed van Eindhoven. Het is gehuisvest in het Erfgoedhuis, gelegen aan de Gasfabriek 4, te Eindhoven.
Het digitaal archief van Eindhoven in Beeld vormt de basis van haar activiteiten. De stichting heeft een website dat dient als interactieve tentoonstellingsruimte en ontmoetingspunt voor geïnteresseerden in Eindhoven. Het biedt ook een platform voor kennisuitwisseling.

## Doel
Stichting Eindhoven in Beeld heeft als doel om op een plezierige manier beeld- en geluidsmateriaal, evenals kennis over Eindhoven, vast te leggen en toegankelijk te maken voor de stad en haar inwoners. Het digitale archief vormt de kern van deze stichting. Dit archief bevat materiaal afkomstig van inwoners van Eindhoven die bijvoorbeeld hun fotoalbums delen of foto's via de website insturen, maar ook van fotografen en filmmakers die verbonden zijn aan de stichting.
Eindhoven in Beeld heeft ook een uitgebreide collectie boeken over de stad. Deze bronnen worden door de vrijwilligers ingezet voor activiteiten gericht op het publiek, zoals exposities, lezingen en publicaties over de stad.

## Beeldcollectie
Op de website van Eindhoven in Beeld zijn duizenden oude en recente foto's en video's te vinden, vergezeld van vele reacties. Deze inhoud biedt een diepgaand inzicht in de geschiedenis van de stad, tot aan individuele huisnummers toe. Dit maakt de website een van de meest uitgebreide fotoalbums van Eindhoven. In 2022 telde de website zo'n 80.000 foto's en 500 films.

## Organisatie
Een team van vrijwilligers beheert en onderhoudt de website van Eindhoven in Beeld. Deze vrijwilligers richten zich op het digitaliseren en toegankelijk maken van beeld- en geluidsmateriaal, dat de geschiedenis en het heden van Eindhoven vastlegt.